# Minervina (cràter)
Minervina és un cràter amb coordenades planetocèntriques de 18.7 ° de latitud nord i 201.45 ° de longitud est, sobre la superfície de l'asteroide del cinturó principal (4) Vesta. Fa 18.34 km de diàmetre. El nom adoptat com a oficial per la UAI el cinc de febrer de 2014. fa referència a Minervina, augusta romana.